# Kaibókan

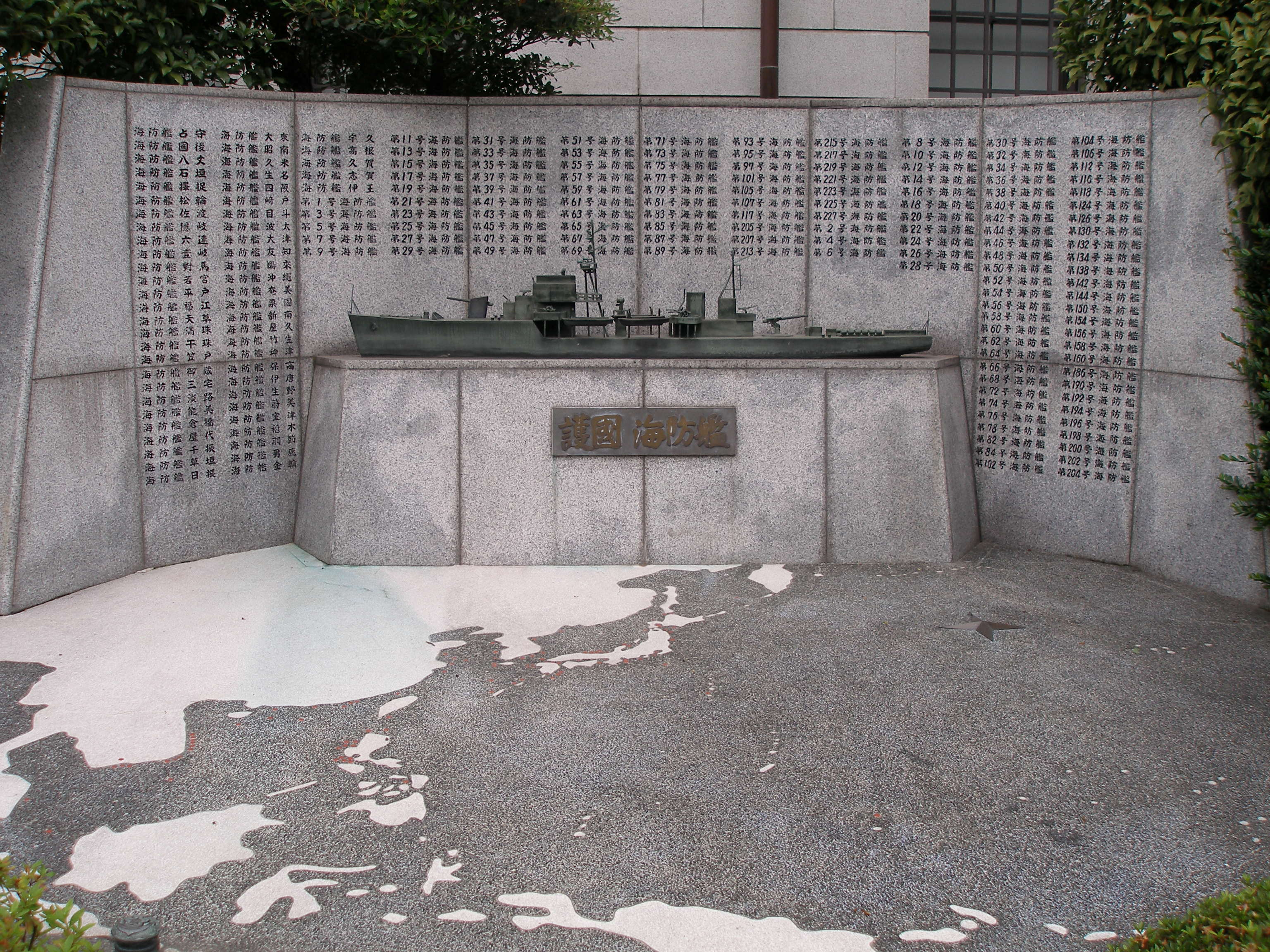
Památník eskortních kaibókanů ve vojenském muzeu Júšúkan ve svatyni Jasukuni, Čijoda. Památník obsahuje jména 189 kaibókanů, včetně čtyř nedokončených z třídy Ukuru/Hiburi (kaibókan Ócu 海防艦大津, kaibókan Urumi 海防艦蔚美, kaibókan Murocu 海防艦室津 a kaibókan Tomoširi 海防艦友知), devíti nedokončených typu C a pěti nedokončených typu D. Nezahrnuje naopak oba kaibókany třídy Iošima získané přestavbou. Model na památníku představuje kaibókan typu C.

Kaibókan (japonsky 海防艦) byla kategorie válečných lodí japonského císařského námořnictva. Doslovný překlad termínu kaibókan je „loď pro obranu pobřeží“ (海 kai ~ moře, oceán, ale také pobřeží, 防 bó ~ bránit, 艦 kan ~ válečná loď). Poprvé císařské námořnictvo zavedlo tuto kategorii v roce 1898 pro staré nebo druhořadé bojové jednotky. Dělila se z počátku na tři třídy, ale jejich počet byl postupně redukován, až byla celá kategorie kaibókanů k 1. červenci 1942 ve svém původním významu zrušena a použita pro malá plavidla (standardní výtlak pod 1000 T – výjimku tvořily dvě jednotky třídy Iošima) určená k protiponorkové a eskortní službě. Celkem císařské námořnictvo zařadilo do služby 177 těchto nových kaibókanů (včetně dvou jednotek třídy Iošima).

## Kaibókany1898 až 1942

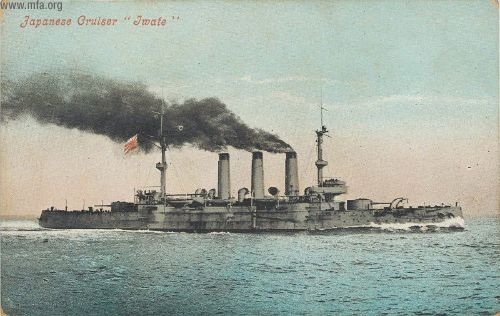
Od září 1921 do června 1942 byl jako kaibókan klasifikován původně pancéřový křižník Iwate (zde na pohlednici přibližně z roku 1905)

Dne 21. března 1898 vydalo Kaigunšó (海軍省 ~ ministerstvo námořnictva) instrukci ke klasifikaci plavidel Gunkan ojobi suiraitei ruibecu tókjú hjódžun (軍艦及び水雷艇類別等級標準 ~ Standardy pro klasifikaci tříd válečných lodí a torpédovek). Tou (mino jiné) zavedlo novou kategorii pro lodě pobřežní ochrany – kaibókany. Ta patřila do nadřazené kategorie gunkan (軍艦 ~ válečná loď) a dále se dělila na tři třídy (等 tó). Do první třídy patřily jednotky s výtlakem nad 7000 T, druhou třídu tvořily jednotky mezi 3500 až 7000 T výtlaku a nakonec do třetí třídy spadaly jednotky s výtlakem pod 3500 T. Jako kaibókan byly klasifikovány staré bitevní lodě, staré křižníky a po roce 1905 rovněž kořistní jednotky z rusko-japonské války.
Dne 28. srpna 1912 byl počet tříd redukován na dvě: 1. třídu tvořily jednotky nad 7000 T a 2. třídu jednotky pod 7000 T výtlaku. Navíc byly mezi kaibókan přeřazeny mateřské lodě (水雷母艦 suiraibokan) a některá avisa (通報艦 cúhókan). Mezi mateřské lodě zahrnuté do kaibókan se počítaly i mateřské lodě ponorek a nosiče hydroplánů.
Dne 1. dubna 1920 byly mateřské lodě vyjmuty z kategorie kaibókan. Dne 30. května 1931 bylo zrušeno rozdělení kaibókan na třídy (respektive kategorie byla redukována na jednu třídu). Dne 1. července 1942 byla kategorie kaibókan, jako podřízená kategorie gunkan, zrušena a dosavadní jednotky (Izumo, Iwate a Jakumo) překlasifikovány na křižníky 1. třídy. Ke stejnému dni byla zřízena kategorie kaibókan, která byla mimo gunkan a která spadala přímo pod kantei (艦艇 ~ námořní/vojenské plavidlo). Tato nová kategorie kaibókanů byla určena pro eskortní plavidla.

## Kaibókanyjako eskortní plavidla

### Protiponorkové schopnosti císařského námořnictva před druhou světovou válkou
Císařské námořnictvo v meziválečném období zanedbalo ochranu svého námořního obchodu v případě války a rovněž podcenilo schopnosti amerických ponorek. Vycházelo přitom z předpokladů, že Američané budou svoje ponorky nasazovat stejně, jako to plánovalo císařské námořnictvo – tedy proti válečným plavidlům protivníka – a že obchodní trasy budou za linií vlastních válečných lodí v bezpečí. V budování specializovaných protiponorkových prostředků rovněž bránily omezené rozpočty 20. a 30. let, kdy byly přidělené finance primárně určené na vybudování silného loďstva schopného svést rozhodující bitvu s US Navy.
Koncem roku 1937 mělo císařské námořnictvo – kromě možnosti vyčlenit některé z torpédoborců, či jiných plavidel – k protiponorkovému boji pouze šest stíhačů ponorek! Studie z roku 1936 předpokládala, že v případě války a nutnosti zajištění ochrany obchodních tras císařské námořnictvo „nějak“ zvládne vybudování dostatečného počtu eskortních plavidel.

### TřídyŠimušu,Etorofu,MikuraaUkuru

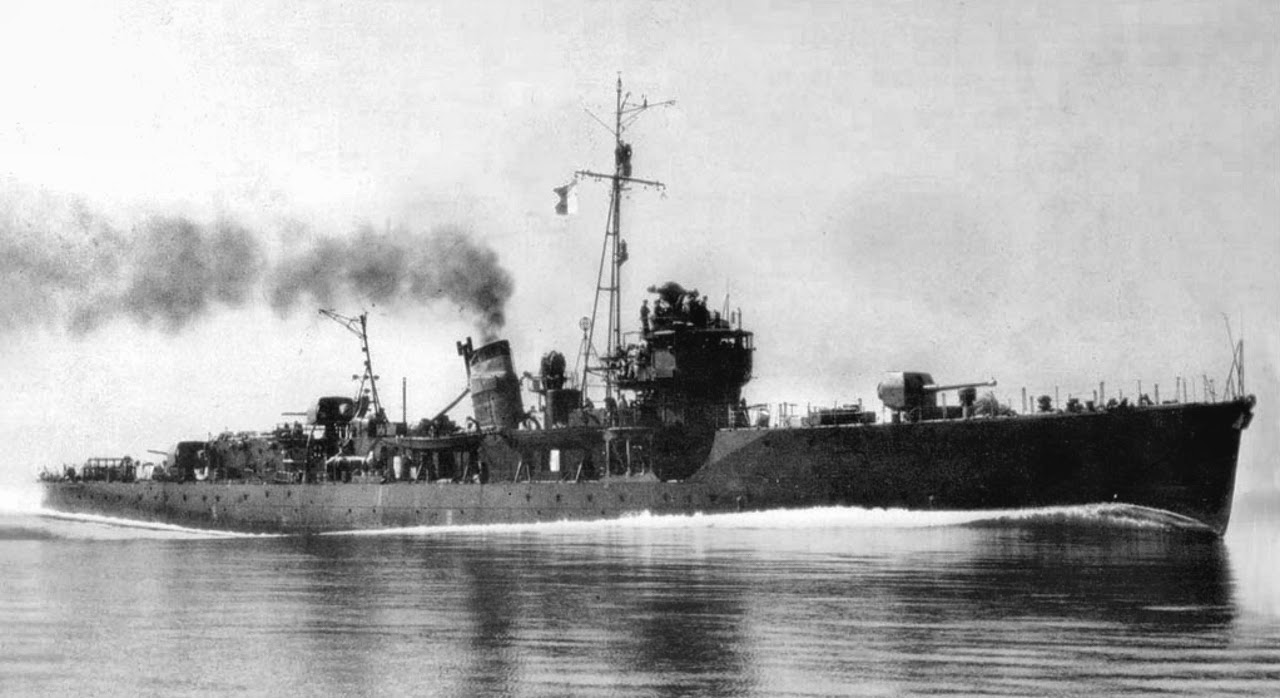
Šimušu v červnu 1940

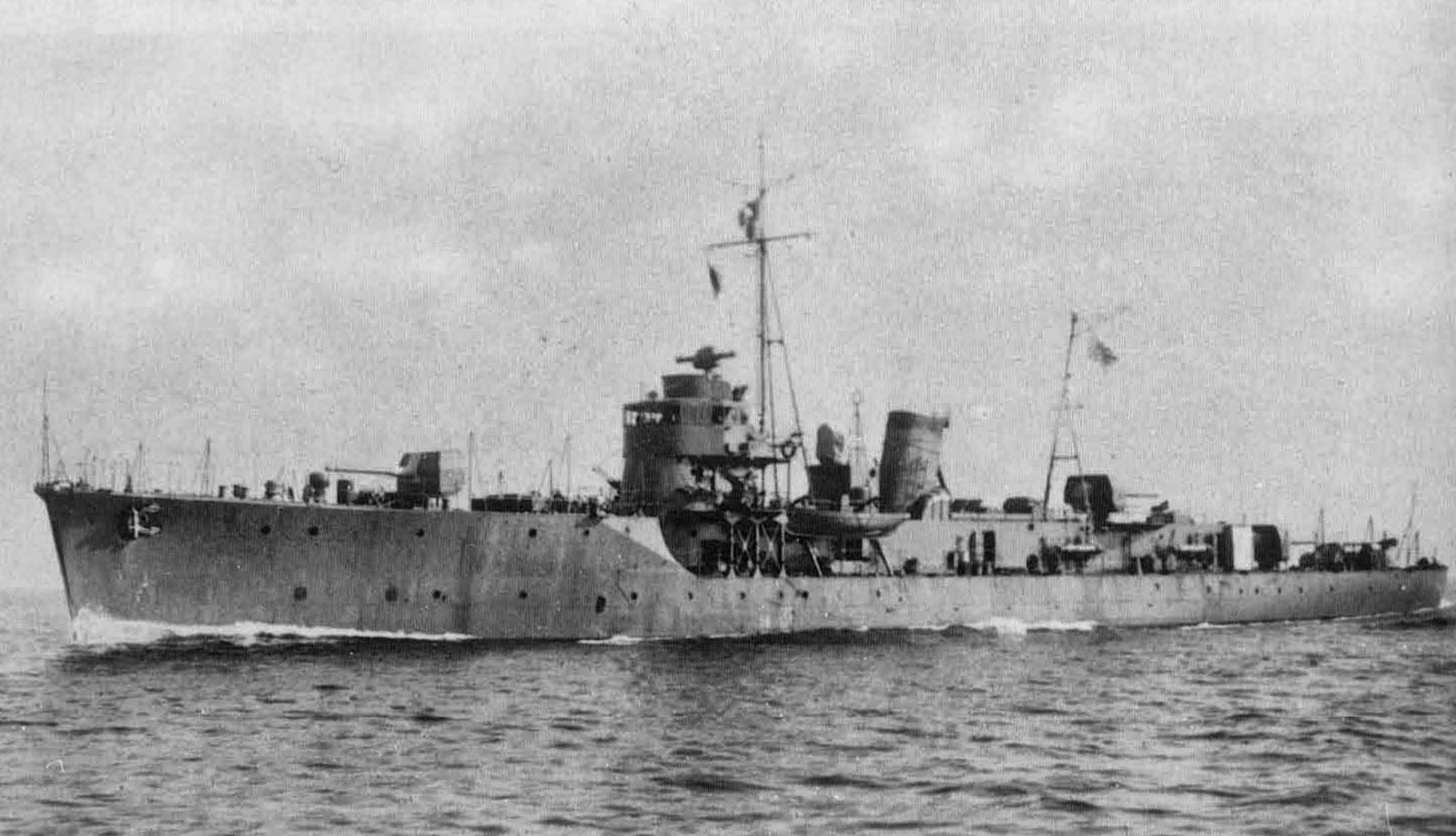
Etorofu v květnu 1943

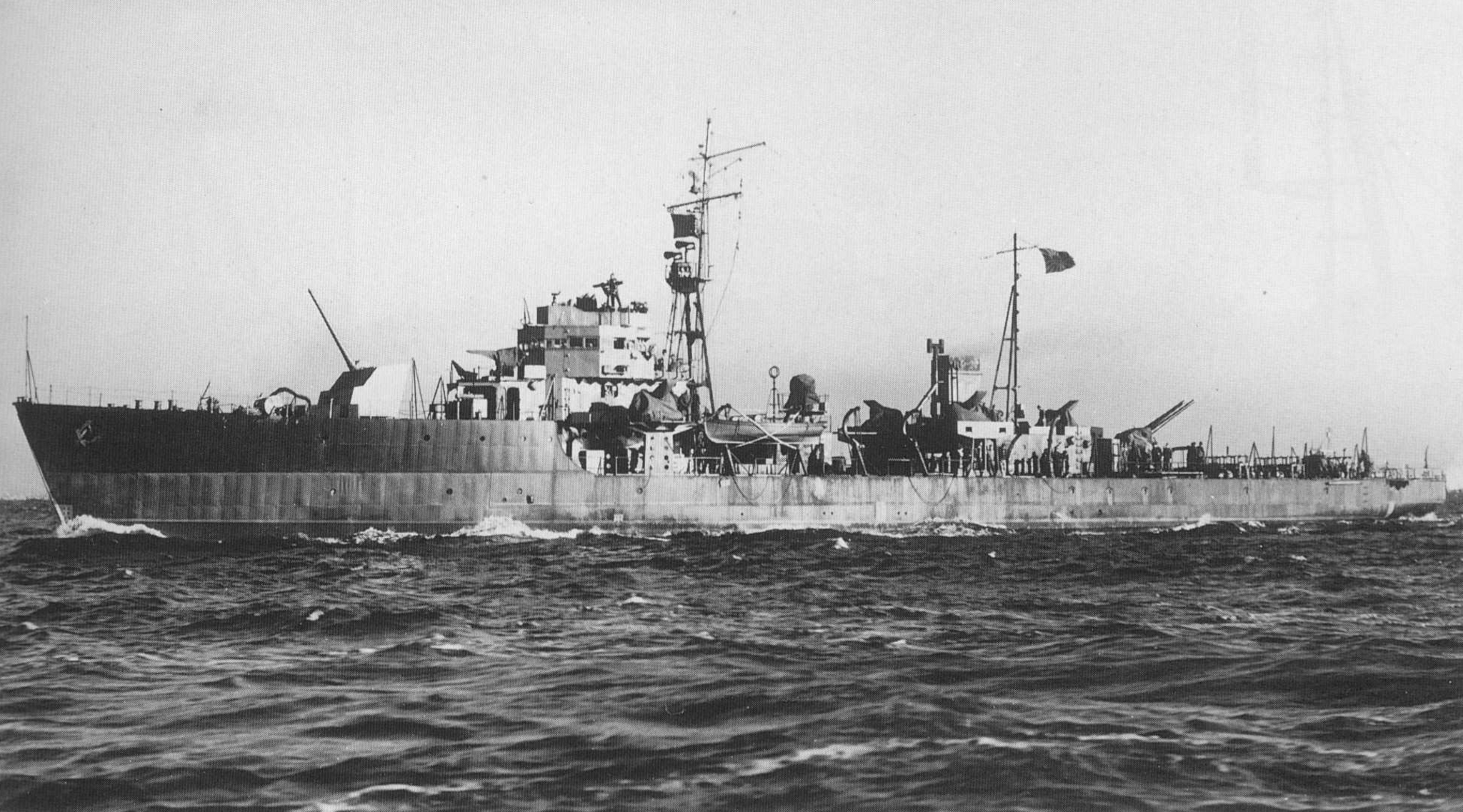
Šisaka z třídy Ukuru v prosinci 1944

V rámci doplňovacího programu pomocných plavidel z roku 1937 se konečně dočkala realizace čtveřice plavidel třídy Šimušu. Původně se mělo jednat o plavidla pro ochranu rybolovu a udržování pořádku ve vodách kolem japonských ostrovů a Kuril. Plavidla třídy Šimušu měla standardní výtlak 860 T a dva dieselové motory jim udělovaly maximální rychlost 19,7 uzlů (36,5 km/h), což bylo méně, než dosahovaly tehdejší moderní americké ponorky na hladině (tento problém ale měly i pozdější kaibókany). Výzbroj tvořily tři 120mm kanóny (3xI) a zpočátku čtyři 25mm kanóny a až osmnáct hlubinných pum. Jednotky vstupovaly do služby od června 1940 do března 1941. Až do května 1942 byly vybaveny i pro minolovné operace. Dne 1. července 1942 byla plavidla třídy Šimušu překlasifikována na kaibókany, coby eskortní plavidla.
Na další kaibókany si muselo císařské námořnictvo počkat až do března 1943, kdy byly dokončeny první tři z celkem čtrnácti jednotek třídy Etorofu, stavěných jako modifikované Šimušu na základě doplňovacího programu pomocných plavidel z roku 1941. Při standardním výtlaku 870 T a poháněné dvěma dieselovými motory dosahovaly rovněž rychlosti 19,7 uzlů. Výzbroj zůstala zachována, pouze počet hlubinných náloží byl navýšen na 36 kusů. Třída Etorofu byla klasifikována jako typ A (甲型 Kó gata). Ačkoliv je toto označení někdy používáno i pro třídu Šimušu (a občas i následující Mikura a Ukuru), podle Lengerera by typem A měla být pouze třída Etorofu.
Na základě téhož programu z roku 1941 bylo postaveno osm kaibókanů typu B (乙型 Ocu gata) – třídy Mikura, z nichž první vstoupil do služby v říjnu 1943. Standardní výtlak vzrostl na 940 T a rychlost poklesla na 19,5 uzlů (36,1 km/h). Hlavňovou výzbroj tvořily víceúčelové 120mm kanóny typu 10. roku (1xI a 1xII), počet 25mm kanónů zůstal zachován a počet hlubinných náloží stoupl na 120 kusů. Na třídu Mikura navázala třída Ukuru, stavěná jako modifikovaný typ B (改乙型 Kai ocu gata). Dokončeno bylo 29 jednotek stavěných z prefabrikovaných dílů, přičemž první jednotka vstoupila do služby koncem června 1944. Někdy je osm z dokončených jednotek třídy Ukuru řazeno do třídy Hiburi (takto je vyjmenovává i památník kaibókanů ve svatyni Jasukuni). Nishida, Hackett & Kingsepp & Cundall a Nippon kaigun kantei šašinšú všech 29 jednotek řadí do třídy Ukuru. Výtlak a rychlost u třídy Ukuru zůstaly stejné, jako u Mikura, protiletadlovou výzbroj z počátku tvořilo šest 25mm kanónů, jinak zůstala výzbroj zachována.

### Typy C a D

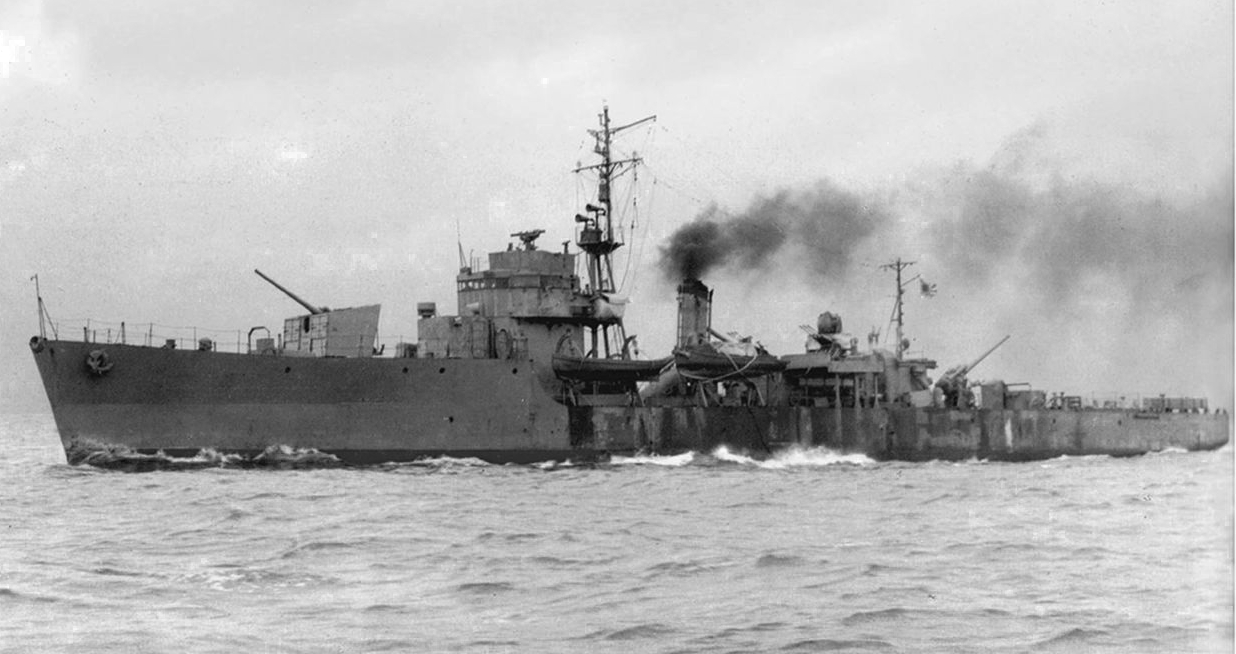
Kaibókan č. 2 typu D v únoru 1944

Ztráty japonského obchodního loďstva a tankerů vedly císařské námořnictvo k nutnosti posílit protiponorkovou obranu konvojů. Program válečné výstavby loďstva z roku 1944 proto počítal se stavbou kaibókanů typu C a typu D. Oba typy byly menší (standardní výtlak pouhých 745 respektive 740 T) a výzbroj byla redukována na dva 120mm kanóny typu 10. roku (zbývající protiletadlová výzbroj i počet hlubinných náloží zůstal stejný jako u třídy Ukuru). Diesely poháněný typ C dosahoval rychlosti 16,5 uzlů (30,6 km/h), zatímco turbínou poháněný typ D dosahoval rychlosti 17,5 uzlu (32,4 km/h). Plavidla obou tříd bylo, díky stavbě z prefabrikátů a svařování, možno stavět relativně rychle a ve velkém. Celkem bylo dokončeno 53 jednotek typu C (první dvě vstoupily do služby v březnu 1944) a 63 jednotek typu D (první dvě vstoupily do služby v únoru 1944). Na rozdíl od předchozích tříd nebyla kaibókanům typu C a D přidělována jména, ale byly pouze číslovány – pro typ C byla vyhrazena lichá čísla, zatímco jednotky typu D měly sudá čísla.

### TřídaIošima

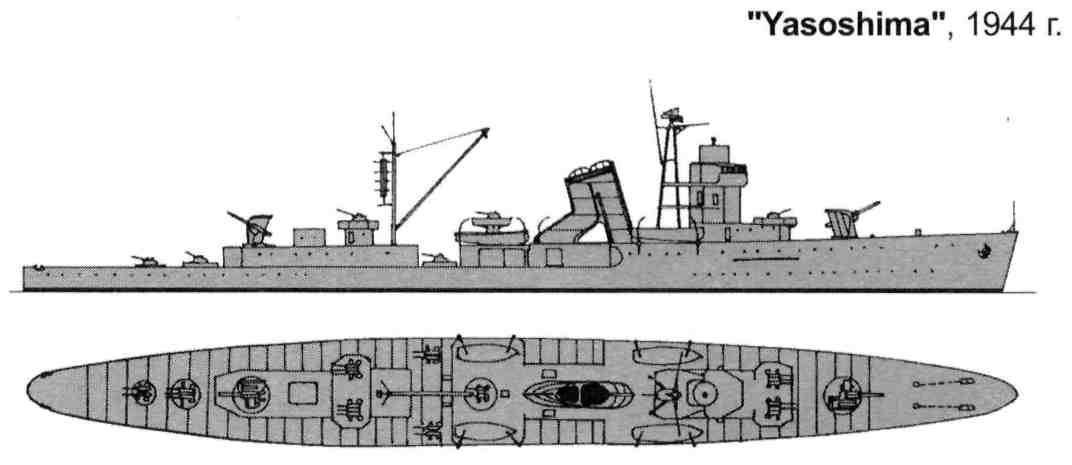
Schéma kaibókanu Jasošima jak měl vypadat v roce 1944

Výjimkou mezi kaibókany byly dvě jednotky třídy Iošima, které byly získány přestavbou ukořistěných čínských lehkých křižníků třídy Ning-chaj, ze kterých byla sejmuta jejich původní výzbroj a které byly přijaty do služby jako kaibókany v červnu 1944. Tyto kaibókany měly standardní výtlak 2200 t, rychlost 22 uzlů (40,7 km/h) a výzbroj po dokončení se skládala ze dvou 120mm kanónů typu 10. roku, patnácti 25mm kanónů a hlubinných pum.
Obě jednotky třídy Iošima ale nebyly určeny výhradně k eskortním účelům, počítalo se u nich i s rolí zásobovacích plavidel pro letecké základny v jižních oblastech ovládaných Japonci. V září 1944 byla Jasošima (jako jediná zbývající jednotka) překlasifikována na křižník 2. třídy.

## Klasifikacekaibókanův nejaponské literatuře
V anglické literatuře se lze setkat s označováním kaibókanů jako costal defense ship, což je překlad japonského označení a nebo s kategorizací jako escort, čili „doprovodné plavidlo“. Zejména v anglické literatuře bývá někdy k označení kaibókanů typu C a D přidáván prefix CD (například CD-1) jako zkratka za Costal Defense. Tyto prefixy ale nebyly součástí značení plavidel.
V české literatuře uvádějí Pejčoch & Novák & Hájek kaibókany dokonce jako fregaty, ačkoliv císařské námořnictvo tuto klasifikaci (japonsky je fregata フリゲート furige-to nebo フリゲイト furigeito) nepoužívalo.